# Ampelornis griseiceps
El hormiguero cabecigrís (Ampelornis griseiceps), también denominado hormiguero de cabeza gris (en Perú), es una especie de ave paseriforme de la familia Thamnophilidae, la única perteneciente al género monotípico Ampelornis. Anteriormente formaba parte del amplio género Myrmeciza, de donde fue separada recientemente, en 2013. Es nativa del noroeste de América del Sur.

## Distribución y hábitat
Se distribuye en una pequeña región del extremo suroeste de Ecuador (El Oro, oeste de Loja) y noroeste de Perú (Tumbes, Piura, Lambayeque y Cajamarca).
Esta especie es rara y local en el denso sotobosque con bambuzales Chusquea, en selvas húmedas semi-caducifolias, bosques nubosos y, ocasionalmente, en bosques caducifolios, entre 600 y 2900 m de altitud. En Perú existen registros de la especie en bosques secundarios perturbados.

## Descripción
Mide 13,5 cm de longitud y pesa alrededor de 15 g. Presenta dimorfismo sexual. El macho tiene la cabeza y pescuezo de color gris, por atrás es verde oliva con una mancha interescapular blanca semi-oculta, las plumas cobertoras de las alas son negras con bordes blancos, la cola es graduada, de color moreno y las plumas terminan en puntas blancas; la garganta es gris y el medio del pecho es negro, por abajo es gris. La hembra es semejante al macho, con la cabeza y pescuezo de color gris más pálido, con un estriado blanquecino (algunos especímenes presentan negro en el pecho).

## Estado de conservación
El hormiguero cabecigrís ha sido calificado como amenazado de extinción en grado «vulnerable» por la Unión Internacional para la Conservación de la Naturaleza (IUCN), debido a que el área de distribución de la especie es pequeña y fragmentada y la población total también es pequeña, estimada en 3500 a 15 000 individuos, y que ambos, área y población, se consideran en decadencia como resultado de la pérdida de hábitat y su degradación.

### Amenazas
Debajo de los 900 m, la tasa de deforestación en el oeste de Ecuador entre 1958-1988 fue del 57% por década. La significativa pérdida de hábitat continúa, al menos en áreas no protegidas, y luego retirará todos los bosques de tierras bajas remanentes, si no son tomadas acciones efectivas urgentemente. El pastoreo de caprinos y los daños causados al sotobosque por el ganado evitan la regeneración de los árboles. En elevaciones mayores dentro de su zona, la destrucción del hábitat no es tan severa, pero la explotación de madera, conversión para agricultura y plantaciones están destruyendo y degradando los bosques. Sin embargo, la especie parece prosperar en crecimientos secundarios dominados por bambú que se desarrollan una vez que los pastajes son abandonados. En Perú, las amenazas son las mismas relatadas: daños del ganado al sotobosque, expansión de la agricultura y extracción de madera.

### Acciones de conservación
La presencia de la especie es registrada en cuatro áreas de conservación: en la Reserva Natural El Tundo, en Ecuador; en el parque Nacional Cerros de Amotape, en la reserva Nacional de Tumbes (ahora parte de la reserva de Biosfera del noroeste de Perú), y en el refugio de vida silvestre Bosques Nublados de Udima, todos en Perú.

## Comportamiento
Permanece en la densa vegetación, raramente arriba de los 4 m, donde tiende a forrajear en parejas o grupos familiares. Frecuentemente acompaña bandadas mixtas de alimentación del sotobosque.

### Alimentación
Se conoce muy poco sobre sus hábitos. Se alimenta de insectos, incluyendo insectos-palo (Phasmatidae); probablemente también de otros artrópodos, inclusive arañas.

### Vocalización
El canto es un trinado corto y claramente descendiente, «trrrrrrrrrr». Mientras forrajean emiten un llamado de contacto nasal y quejoso repetido incansablemente cada 2 a 5 segundos.

## Sistemática

### Descripción original
La especie A. griseiceps fue descrita por primera vez por el ornitólogo estadounidense Frank Michler Chapman en 1923 bajo el nombre científico Myrmoderus griseiceps; localidad tipo «Palambla, 4000 pies [cerca de 1220 m], Piura, Perú.»
El género Ampelornis fue descrito originalmente por los ornitólogos Morton L. Isler, Gustavo A. Bravo y Robb T. Brumfield en 2013, la especie tipo definida fue Myrmoderus griseiceps = Ampelornis griseiceps.

### Etimología
El nombre genérico masculino «Ampelornis» proviene de las palabras griegas ampelos:enredadera y ornis:ave, significando «ave de las enredaderas», reflejando el hábitat preferencial de la especie; y el nombre de la especie «griseiceps», proviene del latín «griseus»: gris  y «ceps»: de cabeza; significando «de cabeza gris».

### Taxonomía
La historia del género Myrmeciza se caracteriza por décadas de controversias e incertezas. Autores más recientes expresaron dudas consistentes en relación con la monofilia del grupo, pero no había ninguna revisión disponible que realmente probase la monofilia del grupo.
El estudio de Isler et al. 2013 presentó resultados de filogenia molecular de un denso conjunto de taxones de la familia Thamnophilidae (218 de 224 especies). Estos datos suministraron un fuerte soporte a la tesis de que Myrmeciza no era monofilético y que sus miembros están distribuidos en tres de las cinco tribus de la subfamilia Thamnophilinae propuestas por Moyle et al. 2009. También se compararon las características morfológicas, comportamentales y ecológicas de las especies de Myrmeciza con sus parientes próximos dentro de cada tribu, con el objetivo de determinar los límites genéricos.
Como resultado de estos análisis, los autores propusieron que las especies entonces situadas en Myrmeciza fueran reasignadas al propio género y a otros once, cinco de los cuales fueron resucitados: Akletos, Myrmelastes, Myrmoderus, Myrmophylax y Sipia, y seis de los cuales fueron descritos por primera vez: Ammonastes, Ampelornis, Aprositornis, Hafferia, Poliocrania, y Sciaphylax.
Específicamente en relación con la entonces especie Myrmeciza griseiceps , Isler et al. 2013 demostraron que formaba parte de un clado con las especies de Myrmeciza actualmente incluidas en el género Sipia, y este grupo estaba por su vez hermanado a Poliocrania exsul. A todo este grupo lo denominaron un clado exsul, dentro de una tribu Pyriglenini. Para resolver esta cuestión taxonómica, sugirieron un género apenas para griseiceps. Como no había ningún nombre disponible, describieron un nuevo género Ampelornis. En la Propuesta N° 628 al (SACC), se aprobó este cambio, junto a todos los otros envolviendo el género Myrmeciza.
Los cambios fueron adoptados por la clasificación Clements checklist v.2017, y por el Congreso Ornitológico Internacional (IOC 2018, versión 8.1).